# 朱權 (宋朝)
朱权（?—1232年），字圣与，一作字圣舆，号默斋。宋朝休寧首村（今属安徽）人。
淳熙十四年王容榜进士，調連山縣尉兼主簿。庆元五年（1199），擔任会稽县丞。开禧元年（1205），监如皋县买纳盐场。历官惠州。宝庆元年（1225），主管绍兴府千秋鸿禧观。绍定二年（1229）退休歸里。紹定五年卒。